# Lijst van grootmeesters van de Duitse Orde

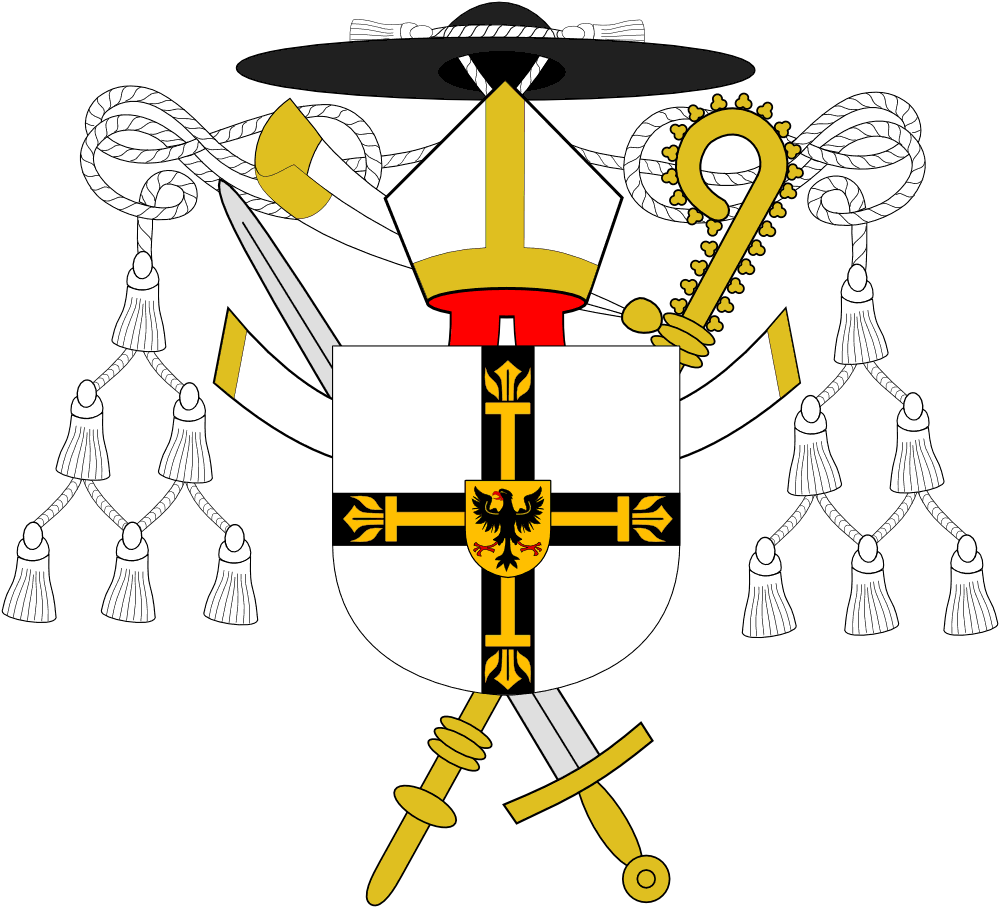
Wapen van de grootmeester van de Duitse Orde.

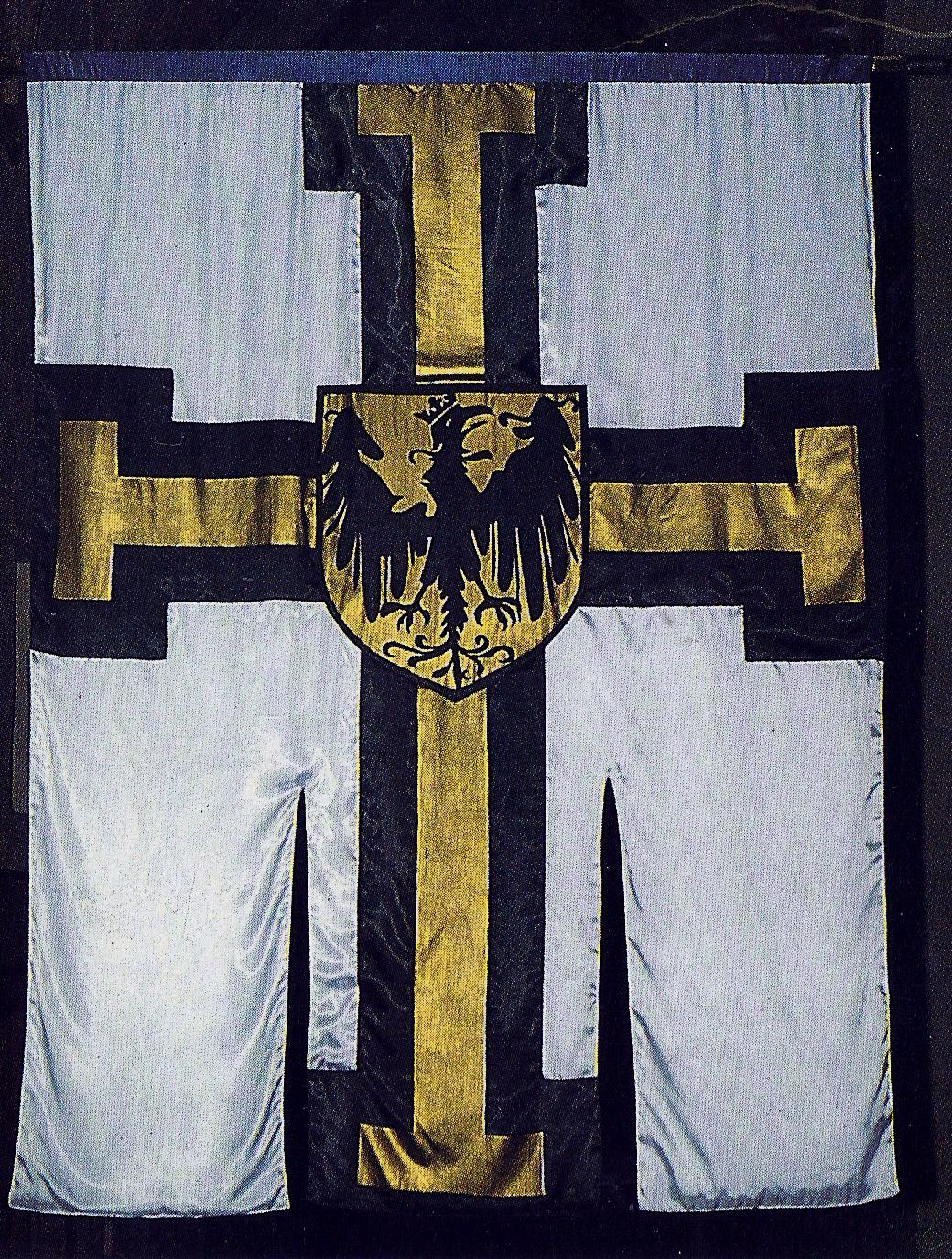
Standaard van de grootmeester van de Duitse Orde (replica in het Slot Mariënburg).

Dit is een lijst met grootmeesters van de Duitse Orde.

## Leiders van eerste broederschap, 1190-1198
| - 1190 - 1192: Meester Sibrand - 1192 - 1193: Gerhard - 1193/1194 - 1195: Hendrik (I) - 1195 - 1196: Ulrich - 1196 - 1198: Hendrik (II) |

## Leiders van de orde, 1198 tot heden
| - 1198 – 1200: Hendrik I Walpot van Bassenheim - 1200 – 1206: Otto van Kerpen - 1206 – 1209: Hendrik II van Tunna - 1209 – 1239: Herman van Salza (ca. 1178 – 1239) - 1239 – 1240: Koenraad I van Thüringen (ca. 1206 – 1240) - 1241 – 1244: Gerard van Malberg - 1244 – 1249: Hendrik III van Hohenlohe (overleden 1249) - 1249 – 1252: Günther van Wüllersleben (overleden 1252) - 1252 – 1257: Poppo van Osterna - 1257 – 1273: Hanno van Sangershausen - 1274 – 1283: Hartman van Heldrungen - 1283 – 1290: Burchard van Schwanden - 1291 – 1297: Koenraad II van Feuchtwangen - 1297 – 1303: Godfried van Hohenlohe - 1303 – 1311: Siegfried van Feuchtwangen (overleden 1311) - 1311 – 1324: Karel van Trier (ca. 1265 – 1324) - 1324 – 1330: Werner van Orselen (ca. 1280 – 1330) - 1331 – 1335: Lüder van Brunswijk (ca. 1275 – 1335) - 1335 – 1341: Diederik van Altenburg (overleden 1341) - 1342 – 1345: Ludolf König van Wattzau - 1345 – 1351: Hendrik IV Dusemer (ca. 1280 – 1351) - 1351 – 1382: Winrich van Kniprode (ca. 1310 – 1382) - 1382 – 1390: Koenraad III Zöllner van Rothstein - 1391 – 1393: Koenraad IV van Wallenrode (ca. 1335 - 1393) - 1393 – 1407: Koenraad V van Jungingen (ca. 1355 – 1407) - 1407 – 1410: Ulrich van Jungingen (ca. 1360 – 1410, sneuvelde in de Slag bij Tannenberg) - 1410 – 1413: Hendrik V van Plauen (1370 – 1429) - 1414 – 1422: Michael Küchmeister van Sternberg (1370 – 1423) - 1422 – 1441: Paul Belenzer van Rusdorf - 1441 – 1449: Koenraad VI van Erlichshausen - 1450 – 1467: Lodewijk van Erlichshausen (1410 – 1467) - 1467 – 1470: Hendrik VI Reuss van Plauen (overleden 1470) - 1470 – 1477: Hendrik VII Reffle von Richtenberg | - 1477 – 1489: Martin Truchsess van Wetzhausen (ca. 1435 – 1489) - 1489 – 1497: Johan van Tieffen - 1498 – 1510: Frederik van Saksen (1473 – 1510) - 1510 – 1525: Albert van Brandenburg-Ansbach (1490 – 1568) - 1527 – 1543: Walter van Cronberg (ca. 1477 – 1543) - 1543 – 1566: Wolfgang Schutzbar - 1566 – 1572: George Hund van Wenckheim - 1572 – 1590: Hendrik VIII van Bobenhausen (1514 – 1595) - 1590 – 1618: Maximiliaan van Oostenrijk (1558 – 1618) - 1618 – 1624: Karel van Oostenrijk (1590 - 1624) - 1625 – 1627: Johan Eustachius van Westernach - 1627 – 1641: Johan Kaspar I van Stadion - 1641 – 1662: Leopold Willem van Oostenrijk (1614 – 1662) - 1662 – 1664: Karel Jozef van Oostenrijk - 1664 – 1684: Johann Caspar von Ampringen - 1684 – 1694: Lodewijk Anton van Palts-Neuburg (1660 – 1694) - 1694 – 1732: Frans Lodewijk van Palts-Neuburg (1664 – 1732) - 1732 – 1761: Clemens August van Beieren (1700 – 1761) - 1761 – 1780: Karel Alexander van Lotharingen (1712 – 1780) - 1780 – 1801: Maximiliaan Frans van Oostenrijk (1756 – 1801) - 1801 – 1804: Karel Lodewijk van Oostenrijk (1771 – 1847) - 1804 – 1835: Anton Victor van Oostenrijk - 1835 – 1863: Maximiliaan Jozef van Oostenrijk-Este (1782 – 1863) - 1863 – 1894: Willem van Oostenrijk - 1894 – 1923: Eugenius van Oostenrijk (1863 – 1954) - 1923 – 1933: Norbert Klein - 1933 – 1936: Paul Heider - 1936 – 1948: Robert Schälzky - 1948 – 1970: Marian Tumler - 1970 – 1988: Ildefons Pauler - 1988 – 2000: Arnold Othmar Wieland (1940) - 2000 – 2018: Bruno Platter (1944) - 2018 - heden: Frank Bayard |